# Āb Pakhsh
Āb Pakhsh (persiska: آب پخش) är en ort i Iran.   Den ligger i provinsen Bushehr, i den centrala delen av landet, 700 km söder om huvudstaden Teheran. Āb Pakhsh ligger 30 meter över havet och antalet invånare är 15 302.
Terrängen runt Āb Pakhsh är platt. Runt Āb Pakhsh är det ganska glesbefolkat, med 43 invånare per kvadratkilometer. Närmaste större samhälle är Borāzjān, 17,1 km sydost om Āb Pakhsh. Trakten runt Āb Pakhsh består till största delen av jordbruksmark.